# Подпорожье (Красноярский край)
Подпорожье — деревня Казачинского района Красноярского края. Входит в состав Мокрушинского сельсовета.

## История
В 1976 г. Указом Президиума ВС РСФСР поселок нефтебазы переименован в Подпорожье.

## Население
| 2010 |
| ---- |
| 27   |